# Somogysárd
Somogysárd es un pueblo ubicado en el distrito de Kaposvár, en el condado de Somogy, Hungría.

## Superficie
Posee una superficie de 36,36 kilómetros cuadrados.

## Demografía
Hasta 2019 la población era de 1186 habitantes, con una densidad de población de 32,62 habitantes por kilómetro cuadrado.